# Empire
Empire е петият студиен албум на американската прогресив метъл банда Queensrÿche от 1990 година. Това е и най-продаваният албум на групата. Ако в предишния Operation: Mindcrime, Джеф Тейт играе основна роля, то тук същото може да се каже за китариста Крис ДеГармо. Музикантите решават, че е по-добре да включат самостоятелни песни, макар и предшестващия го албум да е бил концептуален и с голям успех. Групата се подготвя за записи с ясно виждане как точно трябва да звучат парчетата. Вместо рутинната работа както при записите на предишния албум, те са посъветвани от продуцента си Питър Колинс, работил няколко години с Ръш, да отхвърлят старата концепция „студиото = работно място“. Напротив, те би трябвало да се съберат на някое отдалечено и ново място, като стари приятели, и да се забавляват в приятелска и креативна атмосфера. Резултатът е свеж, ритмичен албум, носещ белега на класическия Куийнсрайк, с песни в класациите и по радиостанциите.

## Списък на песните
1. Best I Can
2. The Thin Line
3. Jet City Woman
4. Della Brown
5. Another Rainy Night (Without You)
6. Empire
7. Resistance
8. Silent Lucidity
9. Hand On Heart
10. One And Only
11. Anybody Listening?

### 2003
През 2003 година албумът е ремастериран и преиздаден, като са включени и три бонус парчета:
- 12. Last Time In Paris
- 13. Scarborough Fair
- 14. Dirty Lil Secret

## Членове
- Джоф Тейт – вокал
- Крис ДеГармо – китари
- Майкъл Уилтън – китари
- Еди Джаксън – бас
- Скот Рокенфийлд – барабани